# Grundsjön (Hammerdals socken, Jämtland)
Grundsjön är en sjö i Strömsunds kommun i Jämtland och ingår i Ångermanälvens huvudavrinningsområde. Sjön har en area på 0,35 kvadratkilometer och ligger 368 meter över havet.

## Delavrinningsområde
Grundsjön ingår i det delavrinningsområde (705821-149593) som SMHI kallar för Inloppet i Länglingssjön. Medelhöjden är 368 meter över havet och ytan är 5,82 kvadratkilometer. Räknas de 13 avrinningsområdena uppströms in blir den ackumulerade arean 142,71 kvadratkilometer. Vikan (Vallån) som avvattnar avrinningsområdet har biflödesordning 3, vilket innebär att vattnet flödar genom totalt 3 vattendrag innan det når havet efter 217 kilometer. Avrinningsområdet består mestadels av skog (83 procent). Avrinningsområdet har 0,26 kvadratkilometer vattenytor vilket ger det en sjöprocent på 4,5 procent.